# 保安局 (满洲国)
保安局（ほあんきょく）是在满洲国设立的情报机构。

## 概述
1932年成立满洲国，但各种反建制势力在国内活跃。除了旧军阀和土匪的残余，苏联、中国国民党和中国共产党的地下组织也很活跃。
而且打击反建制势力的警察由多个民族组成，这使得绝密信息难以保密。因此，考虑成立一个比日本特别高等警察更高的秘密组织，其存在本身就是秘密。
因此，保安局于1937年（康德4年）12月应运而生。作为一个秘密组织，它伪装成一个警察部门。与关东军关系密切，受关东军特务机关人员指使。
保安局的一线地下组织叫做“特别侦谍队”，其队长、总班长和班长都是日本人。 1944年（康德11年），“绿园学院”作为职员培训机构秘密成立。

## 组织
1944年(康德11年)
- 第一科（总务）
- 第二科（调查）
- 第三科（一般防諜）
- 第四科（外事防諜）
- 第五科（谍报）
- 第六科（无线防諜）
  - 未经授权的无线电波搜查队
- 第七科（通信防諜）
- 第八科（秘密战科学）
- 绿园学园[1]

## 使命
- 反间谍
- 间谍
- 掌握国内一般情况

## 相关项目
- 满洲国
- 满洲国警察
- 情报机构
- 关东军